# Chrysopodes (Neosuarius) crassipennis
Chrysopodes (Neosuarius) crassipennis is een insect uit de familie van de gaasvliegen (Chrysopidae), die tot de orde netvleugeligen (Neuroptera) behoort. 
Chrysopodes (Neosuarius) crassipennis is voor het eerst wetenschappelijk beschreven door Penny in 2001.